# Hájny potok
Hajný potok je potok v regionu Turňa, v západní části okresu Košice-okolí. Je to levostranný přítok Zábavy, měří 2 km a je tokem VI. řádu.

## Pramen
Pramení ve Volovských vrších, v podcelku Kojšovská hoľa, na JZ svahu Hrbu (947,4 m n. m.) v nadmořské výšce přibližně 780 m n. m.

## Popis toku
Od pramene teče zpočátku na jih, vytváří oblouk prohnutý na jihovýchod a následně pokračuje jihojihozápadním směrem. Dále se stáčí na západ, z levé strany přibírá přítok (527,3 m n. m.) ze západního svahu Lazů (771,6 m n. m.) a na krátkém úseku teče k ústí na západojihozápad. V horní části doliny Zábava, na katastrálním území obce Jasov, ústí v nadmořské výšce cca 473 m n. m. do potoka Zábava.